# Virtuele energiecentrale

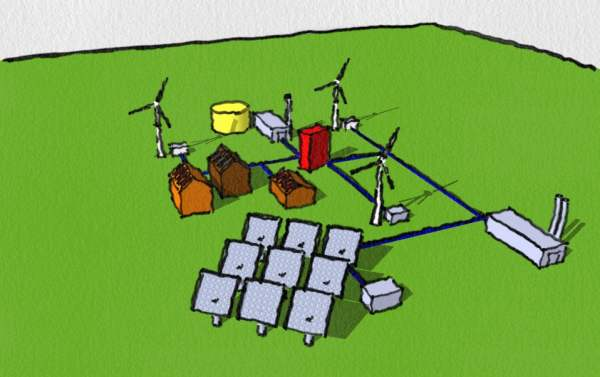
Een virtuele energiecentrale

Een virtuele energiecentrale is een cluster van decentrale opwekkingsinstallaties zoals microwarmte-krachtcentrales, windturbines en kleine waterkrachtturbines die vanaf een centraal punt kunnen worden aangestuurd. De centrale controle-unit heeft als voordeel dat er meer sturing kan plaatsvinden in pieklastelektriciteit of het balanceren van de energievraag. Deze controle-unit gedraagt zich naar de elektriciteitsmarkt als één energiecentrale, die beter kan in- en uitschakelen (of moduleren) dan grote centrale installaties. Op deze manier kan het netwerk een betere balans vinden en zijn de decentrale aanbieders in staat geld te verdienen door piekcapaciteit of andere netondersteunende diensten aan te bieden.
Wanneer burgers betrokken zijn heeft men het over cVPP, namelijk community-based Virtual Power Plant. Dit is een model waarbij decentraal energie wordt opgewekt door de burgers en deze zijn met elkaar virtueel verbonden zodat het één groot energieopwekkende entiteit wordt. Dit model is al getest bij de energiecoöperatie Energent en binnen een Interreg North-West Europe programma, geleid door de Technische Universiteit Eindhoven. Acht Belgische, Nederlandse en Ierse partners nemen deel aan het project dat loopt van 20 september 2017 tot 19 september 2020.

## Netondersteuning
Een virtuele energiecentrale laat toe om met kleine – vaak duurzame - decentrale productie-installaties te concurreren met de klassieke grote centrales. Dit creëert nieuwe mogelijkheden voor de kleine centrales, zoals het participeren in de evenwichtsregeling van het elektriciteitsnet of actieve deelname aan de groothandelsmarkt. Wanneer er een overschot of een tekort aan elektriciteit is, bijvoorbeeld door een onderschatting van de windenergieproductie of door de uitval van een grote centrale, kan de centrale sturing van de virtuele energiecentrale ingrijpen door de individuele installaties  minder of meer te laten produceren.

## Opkomst
In Nederland begint de uitrol van deze installaties te ontstaan. AgroEnergy, onderdeel van Eneco, biedt sinds einde 2014 een dienst aan waarmee glastuinbouwers op basis van hun warmtebehoefte, stand van warmtebuffers, CO2-behoefte en verwachte elektriciteitsopbrengst hun gasgestookte microwarmte-krachtcentrales kunnen laten schakelen. Op deze manier hoeft de tuinder niet zelf te beslissen wanneer de ketels aan- of uitgeschakeld moeten worden en verdient deze meer aan zijn eigen elektriciteitsproductie.